# Postgrunge

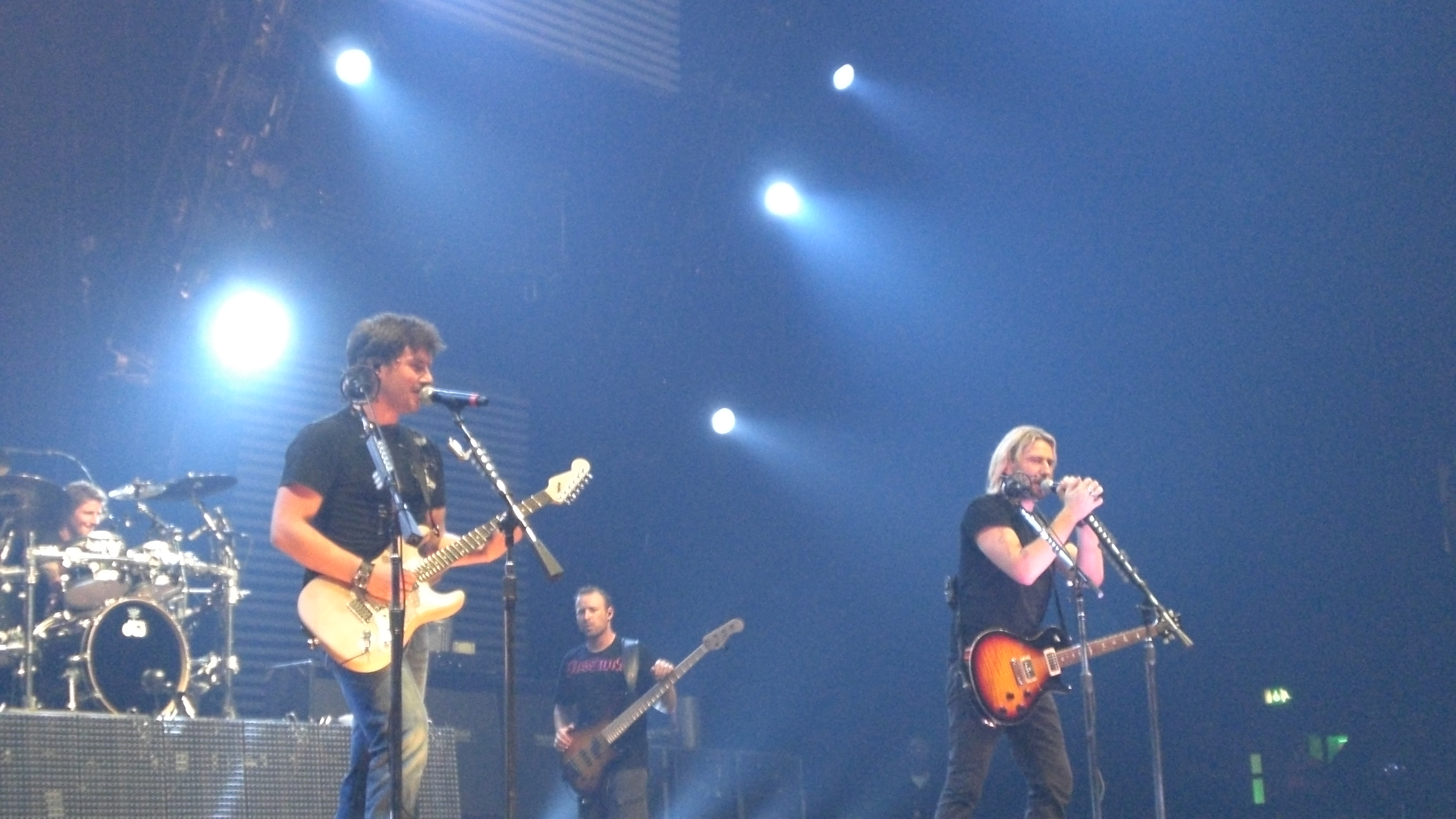
Nickelback live, 2008

Postgrunge (engelska: post-grunge) är en subgenre under alternativ rock. Genren växte fram ur Seattlebaserad grunge i mitten av 1990-talet med band som Bush, Collective Soul och Candlebox i spetsen och domineras idag av band som Nickelback, Foo Fighters, Seether och Shinedown. Genrens geografiska ursprung är USA och musikstilen kännetecknas av välproducerad radiovänlig hårdrock och rockiga ballader.

## Kännetecken

### Musik
Låtstrukturen av postgrungelåtar är väldigt lik popmusik, där ordningen Intro-Verse-Refräng-Verse-Refräng-Stick/Solo-Refräng dominerar. På grund av stilens kännetecknande radiovänlighet brukar låtlängden vara cirka tre till fyra minuter. Instrumentationen består av en eller flera elgitarrer, basgitarr, trummor och sång. Bland 2000-talets postgrungeband har man ofta använt sig av lugna verser med enklare plock på en odistad elgitarr varvat med de stora, melodiösa, och ibland ganska hårda refränger som mestadels varit uppbyggda på powerackord. En annan egenskap som många postgrungelåtar har gemensamt är enkla, sparsamt spelade gitarrsolon eller avsaknaden av dessa. I The Virgin Encyclopedia of Ninetees Music beskrivs bandet Candlebox stil som ett experiment i ett territorium mellan traditionell pop-metal och Seattle-grunge, en beskrivning som i stora drag sammanfattar 90-talets postgrunge.

### Låttexter
Till skillnad från grunge, där texterna var genomsyrade av vägran att anpassa sig till samhället, drogmissbruk, depression och självmord, skulle postgrunge vara mer lättsmält. Band som Creed och Nickelback upptäckte att man kunde ta grunges intima och personliga stil och genom att applicera det på enkla gitarriffs, nå ut till en väldigt bred publik. Samtidigt har dessa två band visat upp relativt konservativa sätt att se på världen och främst romantiken och kärleksförhållanden i deras låttexter, vilket är den raka motsatsen till grunge där man skulle vara mer utforskande. Teman i 90-talets postgrungelåttexter är däremot mycket närmare grunge och det kan man se ett tydligt exempel på Bushs debutalbum Sixteen Stone, där låtarna handlade om allt från bombningen av ett café ("Bomb"), döden ("Little Things"), religiösa kulter ("Monkey") och sex ("Testosterone"). Med Nirvanas före detta trummis Dave Grohl i spetsen, är bandet Foo Fighters däremot är kända för sina komiska och ofta förvirrande låttexter

## Historik

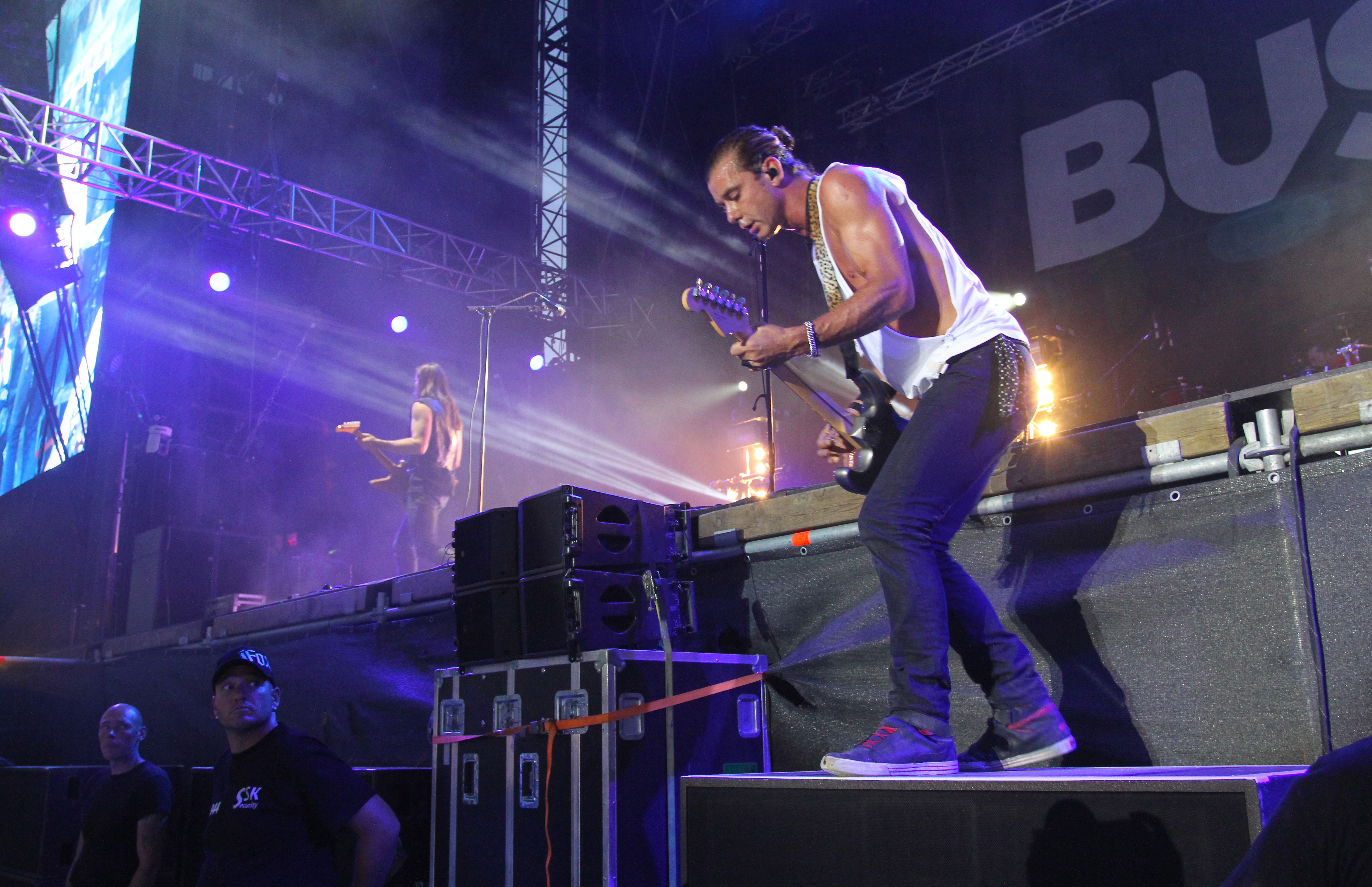
Gavin Rossdale, frontman i bandet Bush

### 1990-talet
Under första halvan av 90-talet försökte den amerikanska musikindustrin tjäna mer pengar på grunge, så de började leta efter och signa band som lät som de fyra stora grungegiganterna, nämligen Nirvana, Alice in Chains, Soundgarden och Pearl Jam. På det sättet upptäcktes banden Collective Soul, Candlebox och Bush. Från början ansågs dessa tre bara härma grungesoundet, istället för att bli erkända som en fristående rörelse, vilket ledde till att banden blev stämplade som "postgrunge".

#### 1994
Det brittiska bandet Bush, som grundades 1992 i London, blev ett fenomen i sig i och med att de upptäcktes och blev framgångsrika i USA, medan de länge förblevt relativt okända på hemmaplan. Bush slog igenom med låten "Everything Zen" från deras debutalbum som släpptes 1994 som var ett viktigt år för postgrunge. Samma år släppte Candlebox sitt debutalbum och i maj låg Collective Soul på toppen av Billboard Rock Album Tracks med låten "Shine" Knappt ett halvår efter Kurt Cobains självmord, bokade Nirvanas trummis Dave Grohl en studio och under endast sju dagar spelade han in det som blev Foo Fighters debutalbum. Kollektivet Live blev också känt 1994 med albumet "Throwing Copper". Trots att bandet hade funnits sedan mitten av 80-talet, hamnade de under kategorin postgrunge det året.

#### Slutet av 1990-talet
När första vågen av postgrunge hade saktat ner och nü-metal hade börjat växa, kom den andra vågen av ännu mer radiovänlig postgrunge i slutet av 90-talet med band som Creed och Nickelback i spetsen. Kritikerna drog många paralleller mellan dessa två och Pearl Jam, gällande bandens stil och influenser.

### 2000-talet
3 Doors Down anslöt sig till Creed och Nickelback och tillsammans ledde de 2000-talets våg av radiovänlig postgrunge rock. Med singeln "How You Remind Me" från Nickelbacks tredje album Silver Side Up nådde den kanadensiska kvarteten en enorm framgång 2001. Albumet beskrevs som "radio grunge of the slickest order". Till skillnad från sina förfäder inom grunge som spelade mycket på att försöka undvika att servera den breda publiken, gjorde många postgrungeband just detta, vilket de även fick en del kritik för.

#### Wind-up Records
Skivbolaget grundades 1997 och har sedan dess signat många postgrunge-, alternative rock- och alternative metalartister, bland annat Creed, Seether, Evanescence och Drowning Pool. En stor del av postgrungeband skrev avtal med det skivbolaget under 2000-talet. Flera av Wind-up postgrungeartister medverkade på några soundtrackalbum producerade av skivbolaget, bland annat till filmerna Daredevil, Elektra och The Punisher.

## Relaterade genrer
Postgrunge är besläktad med grunge som stilen har växt fram ur. Med skräpigt sound och allvarliga låttexter som bland annat handlade om drogmissbruk och depression blev grunge en reaktion mot 80-talets "macho" rock. Dessa egenskaper genomsyrar även tidig postgrunge.
Den första vågen av postgrunge har även lett till uppkomsten de hårdare genrerna, som till exempel 90-talets alternativa metal och raprock. Grunges texter om depression och hopplöshet banade även vägen för den kommande vågen av nu metal som svepte över USA mot slutet av 90-talet.
Tydliga influenser av traditionell hard rock hörs tydligt i flera 2000-talets postgrunge band.

## Exempel på artister

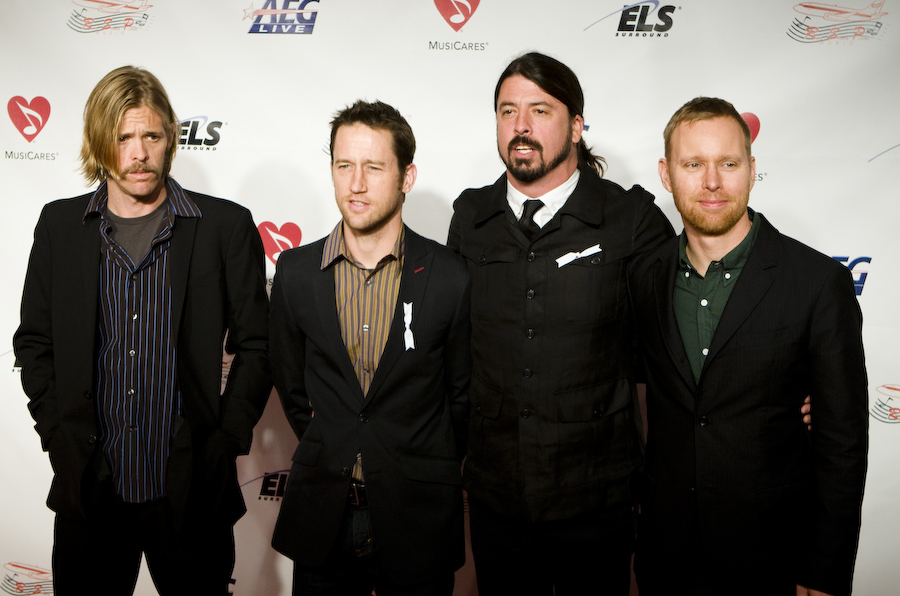
Foo Fighters, 2009

- 3 Doors Down
- Breaking Benjamin
- Bush
- Candlebox
- Collective Soul
- Creed
- Crossfade
- Daughtry
- Default
- Edgewater
- Finger Eleven
- Foo Fighters
- Fuel
- Gavin Rossdale
- Goo Goo Dolls
- Live
- Lifehouse
- My Darkest Days
- Nickelback
- Puddle of Mudd
- Seether
- Shinedown
- Sponge
- Staind
- Strata
- Hoobastank
- Switchfoot

## Rekommenderad lyssning
- Bush - Sixteen Stone (1994). L åten "Everything Zen" som bandet slog igenom med i USA[5].
- Creed - Human Clay (1999). Låten "With Arms Wide Open" handlar om sångaren Scott Stapps känslor när han fick reda på att han skulle bli pappa[15].
- Nickelback - Silver Side Up (2001). En av bandets mest kända låtar "How You Remind Me" lämna fortfarande inte etern.
- Seether - Finding Beauty in Negative Spaces (2007). Sångaren Shaun Morgan skrev "Rise Above This" till sin bror som hade begått självmord[16].
- Shinedown - The Sound of Madness (2008). Bandets tredje album nådde kommersiell framgång med singeln "Sound of Madness"[1]